# ザ・ヒット・ファクトリー

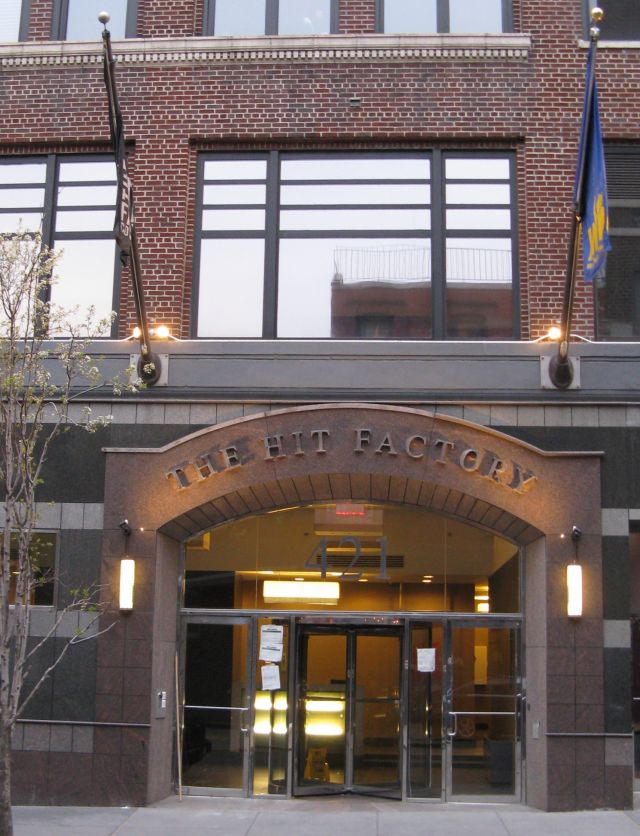
54丁目421のザ・ヒット・ファクトリー

ザ・ヒット・ファクトリー (The Hit Factory) は、かつてニューヨーク市にあった録音スタジオ。顧客の著名な顔ぶれで有名な老舗スタジオであったが、2005年4月1日に営業を停止した。

## 歴史
ザ・ヒット・ファクトリーは1969年、ソウル界のソングライター／プロデューサーとして知られるジェリー・ラゴヴォイによって設立され、当初はマンハッタン7番街701にあったが、ラゴヴォイは後にスタジオを2度移転した。ラゴヴォイはスタジオ設立準備中の1967年に、後年イーグルス等の作品をプロデュースするビル・シムジクを専属のレコーディング・エンジニアとして招いた。
1975年、RCAレコードのA&R及びプロデューサーを務めていたエドワード・ゲルマーノがラゴヴォイからスタジオを買い取り、ゲルマーノはスタジオの設備をニューヨーク西54丁目の新社屋に移した。
スタジオの運営会社は1989年から1993年にかけて「ザ・ヒット・ファクトリー・ロンドン」も運営していたが、現在はソニーが「ホイットフィールド・ストリート・スタジオ」として運営している。その後1999年に買い取ったフロリダ州マイアミの「カリフォルニア・レコーディング」に増改築を施し、「ザ・ヒット・ファクトリー・カリフォルニア」と改名して現在運営している。
2003年にゲルマーノが亡くなると、妻のジャニス・ゲルマーノに経営が受け継がれた。
2005年3月、ドリーム・シアターのアルバム『オクタヴァリウム』の録音を最後にヒット・ファクトリーが閉鎖されることが報じられ、4月1日に公式に営業を停止した。営業基盤は2005年3月に、残った「カリフォルニア・レコーディング」に移管された。ニューヨークのデイリー・ニュースは以下の記事で営業停止を伝えている。
Big-name studios like The Hit Factory once had a lock on the recording industry, but technological advances have made it cheaper and easier for stars to build their own state-of-the-art facilities, often in their homes.  In a statement, The Hit Factory acknowledged the industry is moving away from large-scale studios to "destination" locations like Miami that offer sunny weather and a hot nightlife.—"The Sound of Silence at Studio"、Daily News
しかし、最高経営責任者でエドワード・ゲルマーノの息子トロイ・ゲルマーノは、ニューヨーク・ポストの取材に対し、スタジオの閉鎖はあくまで母親のジャニス・ゲルマーノの一存で決まったことであり、いわゆる「デジタル化時代」の影響や経営の失敗の噂は誤りであると述べている。
2006年12月に、ニューヨークの不動産仲介業者ストリブリング・アンド・アソシエイツが、6つのデュープレックス型を含む27部屋の高級分譲アパートとして売り出した。価格は約1,000,000ドルからスタートした。開発業者の話では、1階部分は引き続きミュージシャン向けのリハーサル・スペースとして利用されるとのことである。

## 立地
ゲルマーノはこのスタジオの購入後、タイムズ・スクエアとミッドタウン・ウエスト周辺に「ザ・ヒット・ファクトリー・タイムズ・スクエア」、「ザ・ヒット・ファクトリー・ブロードウェイ」、そして54丁目421にフラグシップ・スタジオを構えた。
ブロードウェイとエイス・アベニューの間に建っていた「ザ・ヒット・ファクトリー・ブロードウェイ」は4つのコンプレックス型スタジオで、ソリッド・ステート・ロジックとニーヴ・VRシリーズのコンソールが備えられていた。1992年に54番街421にフラグシップ・スタジオがオープンすると、運営はそこに集約された。紛らわしさを解消するため、この新しいスタジオの名称にはアルファベットの代わりに番号が付けられた。新しいスタジオでの拡張が計画されると同時に、「ザ・ヒット・ファクトリー・ブロードウェイ」は2002年に閉鎖された。
54丁目421のスタジオ施設は、施設が入る9290平米以上のビルのほとんどを占めるメガ・コンプレックス・スタジオであった。地下を含めた5階分に、5つの録音スタジオと、それぞれにプライベート・ラウンジ、マスタリング業者「ヒット・ファクトリー・マスタリング」、数多くのプロダクション・ルーム、自社運営によるレンタル会社「ザ・レンタル・カンパニー」、テック・ショップ、テープ・ライブラリ、ストレージ・エリアなどが入っていた。
スタジオ1はビル最上階を占有。メイン・スタジオは約50×50'フィートの木製床に対し30'の天井高であるが、天井高を確保するため、ビル屋根が元の構造より高く変更された。60人規模のオーケストラが収容可能。4つの異るサイズのオーバーダブ・ブースにより、トラッキング作業に柔軟性を持たせた。コントロール・ルームはグループ向けの余裕を持たせた快適な設計ながら、80インプットのソリッド・ステート・ロジック9000Jを中心としており、他のスタジオと同等の設備を確保していた。ラウンジは大オーケストラやキャストパーティー向けの部屋、クローク、楽屋、オフィス、プロダクション・ルーム、ジム、ストレージ・エリアなどの部屋があり、柔軟に使うことができた。54丁目に面した大窓からはハドソン川や、ワールド・トレード・センターのツインタワーまで続くタイムズ・スクエアを一望できる。
2002年7月24日に、80インプットのソリッド・ステート・ロジックXL9000Kが完備されたスタジオ6と7がオープンした。それぞれに48チャンネルPro Tools MIXPlus Systemとソニー・3348 HR、2台のスチューダー・A827、レキシコン・960L、480Lリバーブ、サラウンド・ミキシングに対応したアウトボード類が備えられた。スタジオ7はコントロール・ルームに隣接した小ブースを備えたミックス/オーバーダブ・ルームとして設計され、ラウンジのインテリアにマッチした鮮やかな赤にカスタム・ペイントされたアウグスプルガーのカスタム・モニターが備えられていた。スタジオ6の内装はシルバー・カラーに統一され、カスタム・メイドのアウグスプルガーとシルバー・カラーのラックが備えられたコントロール・ルーム後方には、ヒット・ファクトリー・スタジオの丸いロゴ・マークが掲げられていた。また、スタジオ6のトラッキング・ルームとオーバーダブ・ブースは床から天井までガラス張りとなっており、視界を遮らない工夫がされているなど豪華な仕様が特徴的であった。また、それぞれの部屋に浮き床を採用しており、一つ一つの部屋が独立した構造となっていた。

## ジョン・レノンにまつわる論争
ジョン・レノンが逝去した1980年12月8日以降、ヒット・ファクトリーの「ヒット製造機」としての伝説的な存在感はさらに大きくなった。世界中のファンがジョン・レノンの訃報に接し、銃撃を受けたとの続報が新聞記事を通じて知らされるなか、ジョン・レノンが殺害された日にレコーディングしていたのがヒット・ファクトリーなのか、近くのレコード・プラント・スタジオなのかに関して一部メディアで議論が持ち上がっていた。ジョン・レノンのプロデューサー、ジャック・ダグラスをはじめ、ジョンと居合わせた者は、ジョンが殺害される晩にレコーディングとミキシングをしていたスタジオがレコード・プラントであったと証言していることから、ほとんどのメディアがレコード・プラントであったと結論づけている。
仮にヒット・ファクトリーであったとしても、1992年に現在の位置に移っていることから54番街421のスタジオは除外される。

## 著名なレコーディング

### アーティスト
- ジェイ・ショーン
- ジェシカ・シンプソン
- ジェニファー・ロペス
- セリーヌ・ディオン
- エディータ
- ビヨンセ
- タルカン
- バッド・ボーイ
- トニー・ベネット
- トニー・ブラクストン
- ダニティ・ケイン
- リル・キム
- ミッシー・エリオット
- イヴ
- フォガット
- ビッグ・ダディ・ケイン
- ガスター
- マイケル・ジャクソン
- アルター・ブリッジ
- レニー・クラヴィッツ
- LL・クール・J
- 中森明菜
- ジョス・ストーン
- マドンナ
- マッチボックス・トゥエンティ
- ポール・マッカートニー
- 桑田佳祐
- トーキング・ヘッズ
- ネリー・ファータド
- 安室奈美恵
- ノトーリアス・B.I.G.
- 小沢健二
- ルスラナ
- KRS・ワン
- ジェイ・Z
- ビッグ・パン
- ローズ・オブ・ザ・アンダーグラウンド
- トラジェディ・カダフィー
- ロクサーヌ・シャンテ
- TLC
- クール・G・ラップ
- MC・シャン
- エリック・B. & ラキム
- ナズ
- クレイグ・G
- ヘヴェィ・D
- ピート・ロック
- CL・スムース
- スカーフェイス
- モブ・ディープ
- エド・ラバー
- ドクター・ドレー
- アーロン・ホール
- レッドマン
- Run-D.M.C.
- サンタナ
- シャキーラ
- ブルース・スプリングスティーン
- スティング
- クレイ・エイケン
- バーブラ・ストライサンド
- ポール・サイモン
- ティンバランド
- T-ペイン
- 宇多田ヒカル
- U2
- ルーサー・ヴァンドロス
- スティーヴィー・ワンダー
- デンジャー
- ケリー・マクレー
- マナー
- ザ・コアーズ
- シックス・フィート・アンダー
- 50セント
- ルスラナ
- ザ・ヴァーヴ・パイプ
- SMAP
- 片桐麻美

### アルバム
- スティーヴィー・ワンダー『キー・オブ・ライフ』（経営がゲルマーノに移ってから最初の重要な録音[4]）
- ジョン・レノン & オノ・ヨーコ『ダブル・ファンタジー』
- ローリング・ストーンズ『エモーショナル・レスキュー』
- ブルース・スプリングスティーン『ボーン・イン・ザ・U.S.A.』
- ポール・サイモン『グレイスランド』
- パティ・スミス『ドリーム・オブ・ライフ』
- ルスラナ『ワイルド・エナジー』
- ノトーリアス・B.I.G.『レディ・トゥ・ダイ』
- リル・キム『ハード・コア』
- ドリーム・シアター『オクタヴァリウム』（このスタジオで最後にレコーディングがされた）